# Abdelkader Rahmani
Abdelkader Rahmani, né le 15 février 1923 à Aokas et mort le 2 septembre 2015 à Châtellerault, est un Algérien d'origine berbère, officier de l'armée française. En 1957, devant le dilemme de la guerre d'Algérie, il écrit avec 52 autres officiers d'origine algérienne au président René Coty pour se proposer en médiateurs. Tous sont emprisonnés.
Georges Mourier a réalisé en 2003 le documentaire Combattre ?, consacré au cas d'Abdelkader Rahmani.

## Biographie

### Jeunesse
Abdelkader Rahmani est né en Algérie, dans un village nommé Tidelsine du Cap Aokas en Petite Kabylie. Il est issu d'une famille maraboutique. Son père, Slimane Rahmani, est professeur de français et écrivain.

### Engagement dans l'armée française
Après le débarquement allié en Afrique du Nord, il devient brigadier dans l'armée des corps francs en tant qu’instructeur. Mais il est cassé car il était interdit à un Algérien[Quoi ?] d'instruire ou de commander un Européen. Il participe aux combats de la libération. Il est en Allemagne en 1946.
Le 20 octobre 1948, il devient sous-lieutenant nord-africain de réserve. Il renonce, pour cela, à sa nationalité française. Il intègre l'école des officiers de l'armée indigène puis est promu lieutenant le 1er janvier 1952. Il participe à la guerre de Corée. La Légion d'honneur lui est octroyée en 1956.
Il est marié à une Française.

### Engagement pour la paix en Algérie
En 1956, il est au Liban lorsque les évènements le font basculer : Guy Mollet conspué, l'avion de Ben Bella arraisonné, l'intervention à Suez, les débuts de la « pacification » lui font prendre conscience que l'armée française va à l'échec et que la dignité des Algériens est en cause. 
En janvier 1957, devant le dilemme de la guerre d'Algérie, il écrit avec 52 autres officiers d'origine algérienne et les plus gradés, au chef suprême des Armées, le président René Coty. Issus des deux cultures, ils voulaient s'offrir en médiateur afin d'enrayer cette guerre fratricide. Il déclencha ainsi l’« Affaire des officiers algériens », qui constitua, selon l'historien Pierre Vidal-Naquet, « une chance manquée » d'éviter le désastre entre les deux communautés. Tous les signataires de cette lettre sont en effet emprisonnés. Abdelkader Rahmani l’est dès le mois de mars, inculpé d'entreprise de démoralisation de l'armée, et transféré à la prison de Fresnes. Après ce premier emprisonnement, il est muté au centre d'instruction des parachutistes de Castres. Craignant pour sa vie, il s'entretient avec Claude Julien, journaliste du Monde qui était en vacances dans cette région. Le journal évoque son cas. Il est alors placé en résidence surveillée en Lozère. 
Au cours d'un séjour à Paris, il réussit à contacter Guy Mollet qui lui fait savoir qu'il accepte de détacher quelques officiers dans les ambassades de Tunisie et du Maroc pour contacter le FLN algérien. Mais le remplacement de Guy Mollet par Maurice Bourgès-Maunoury annula l'opération.

### Démission et emprisonnement
Avec d'autres officiers algériens, il annonce en septembre 1957, sa démission de l'armée française dans une lettre au président de la République :
« Monsieur le Président de la République, 
Officiers démissionnaires de l'armée française, nous désirons porter à votre connaissance les motifs qui nous ont poussé à cet acte [...]
 En huit mois, aucune solution n'a été apportée au cas de conscience que pose notre situation dramatique d'Algériens et de soldats... »
Cinq des 52 officiers concernés désertent et rejoignent le FLN à Tunis. Le lieutenant Rahmani est mis aux arrêts au fort d'Albi, puis à nouveau écroué à Fresnes. Une campagne d'opinion est lancée dans des journaux : La Croix, France Observateur, L'Express, Le Monde et Témoignage chrétien qui publie son journal de prison.

### Une carrière brisée
Après l'arrivée au pouvoir de de Gaulle, il sort de prison pour être placé en résidence surveillée au couvent des jésuites de Clamart, puis placé par mesure disciplinaire en position de non-activité par retrait d'emploi. Il travaille alors pour la librairie Hachette dont il sera le directeur général en Algérie. Il écrit un livre, saisi dès sa sortie : L'Affaire des officiers algériens, paru en 1959 aux éditions du Seuil.
Sa carrière fut brisée ; il est cependant promu capitaine en 1975 (soit vingt ans après la date où il aurait dû l'être). Il entame alors une procédure pour obtenir des indemnités auprès du Conseil d'État qui rejeta ses demandes en 1977.
Il est fondateur de l'Académie berbère.

## Vie privée
Abdelkader Rahmani a quatre enfants : Patrick, Dominique, Pascale Rahmani et Fabienne Rahmani-Vallat.

## Publications
- Abdelkader Rahmani, L'Affaire des officiers algériens, éditions du Seuil, 1959repris par la revue Gavroche, n° 159, juillet-septembre 2009.

- Les Berbères, nos ancêtres les Gaulois... ou nos ancêtres les Berbères ?, 1997, éditions Trois mondes
- L'histoire de la Corée - pays du matin calme - et sa guerre tragique, entretiens avec Christian Dechartres, 2015, éditions Amalthée

## Filmographie
- Georges Mourier, Combattre?, film en deux épisodes produit par La lanterne et Citizen TV, 2004, collection Le Choix des Hommes[5].